# هرب کوهل
هرب کوهل (کهل) (به انگلیسی: Herb Kohl) سناتور سابق عضو حزب دموکرات ایالات متحده آمریکا بود. وی در سال ۱۹۸۹ تا ۲۰۱۳ میلادی سناتور ایالت ویسکانسین در سنای ایالات متحده آمریکا بود.

## زندگی شخصی و مرگ
کهل ثروتمندترین ساکن میلواکی، ثروتمندترین یهودی آمریکایی اهل ویسکانسین و یکی از ثروتمندترین سناتورهای ایالات متحده آمریکا بود. مجله فوربز دارایی خالص کهل در ۲۰۱۶ را ۶۳۰ میلیون دلار تخمین زد.
کهل در سال ۲۰۰۷ برای تالار مشاهیر ورزشی ویسکانسین انتخاب شد. در ۲۲ ژوئیه ۲۰۲۱، کهل چهره اصلی و کلیدی رژه قهرمانی اتحادیه ملی بسکتبال میلواکی باکس بود. وی دربارهٔ این مراسم گفت: این یکی از روزهای بزرگ زندگی من است. کهل در افتتاحیه فصل ۲۰۲۲–۲۰۲۱ باکس در رقابتهای قهرمانی استادیوم میلواکی شرکت کرد و به دلیل تلاش‌هایش در حفظ باکس در میلواکی، حلقه قهرمانی باکس به او اهدا شد.
کهل در ۲۷ دسامبر ۲۰۲۳ در سن ۸۸سالگی در خانه خود در میلواکی درگذشت. روز بعد، فرماندار تونی اورز دستور داد پرچم‌ها تا زمان تشییع جنازه او به اهتزاز درآیند.